# Pontiac (regionale Grafschaftsgemeinde)
Pontiac ist eine regionale Grafschaftsgemeinde (französisch municipalité régionale du comté, MRC) in der kanadischen Provinz Québec.
Sie liegt in der Verwaltungsregion Outaouais und besteht aus 19 untergeordneten Verwaltungseinheiten (15 Gemeinden, zwei Dörfer, eine Kantonsgemeinde und ein gemeindefreies Gebiet). Die MRC wurde am 1. Januar 1983 gegründet. Der Hauptort ist Campbell’s Bay. Die Einwohnerzahl beträgt 14.251 (Stand: 2016) und die Fläche 12.991,82 km², was einer Bevölkerungsdichte von 1,1 Einwohnern je km² entspricht.

## Gliederung
Gemeinde (municipalité)
- Alleyn-et-Cawood
- Bristol
- Bryson
- Campbell’s Bay
- Clarendon
- L’Île-de-Grand-Calumet
- L’Isle-aux-Allumettes
- Litchfield
- Mansfield-et-Pontefract
- Otter Lake
- Rapides-des-Joachims
- Shawville
- Sheenboro
- Thorne
- Waltham

Dorf (municipalité de village)
- Fort-Coulonge
- Portage-du-Fort

Kantonsgemeinde (municipalité de canton)
- Chichester

Gemeindefreies Gebiet (territoire non-organisé)
- Lac-Nilgaut

## Angrenzende MRC und vergleichbare Gebiete
- La Vallée-de-l’Or
- La Vallée-de-la-Gatineau
- Les Collines-de-l’Outaouais
- Ottawa, Ontario
- Renfrew County, Ontario
- Témiscamingue